# Parabopyrella saronae
Parabopyrella saronae är en kräftdjursart som först beskrevs av M. Bourdon och Bruce 1979.  Parabopyrella saronae ingår i släktet Parabopyrella och familjen Bopyridae. Inga underarter finns listade i Catalogue of Life.